# Inca peruviano
L'inca è stata una valuta del Perù tra il 1881 e il 1882. L'inca è stato emesso solo in forma di banconote ed era suddiviso in 10 reales de inca o 100 centavos de inca. Fu sostituito dal sol al cambio di 1 inca = 10 soles. Le banconote furono ritirate nel 1882.

## Banconote
L'inca è apparso su due serie di banconote, la prima realizzata sovrastampando vecchie banconote, la seconda consistente in un'emissione regolare. I tagli sovrastampati erano: 1 real de inca, ottenuto dalle vecchie banconote da 1 sol, 5 reales de inca, stampati sulle vecchie banconote da 5 soles, e 100 centavos de inca (pari a 1 inca), ottenuti dalle vecchie banconote da 100 soles. L'emissione regolare era in tagli da 1, 5 e 100 incas. Alcune delle banconote da 5 e 10 inca della serie regolare furono successivamente sovrastampati con il valore espresso in soles.